# オヒョウ
オヒョウ（巨鮃、大鮃　英: halibut）は、カレイ目カレイ科オヒョウ属の海水魚であり、形状や生態はヒラメに似ているものの1mを超える大型のカレイの仲間である。

## 概要
世界には複数の種が存在し、日本の北洋からオホーツク海、大西洋、ベーリング海、北極海などの冷たい海の水深400mから2000m付近の大陸棚に生息する。日本近海では東北地方以北の各地と日本海北部に、タイヘイヨウオヒョウ Hippoglossus stenolepis が生息している。魚やカニを食べる。活発に泳ぎ、長い距離を回遊しながら暮らす、回遊魚である。
全長は1-2m以上で大きいものは3m、体重は200kgを超える。但しこのサイズになる大物はメスであり、オスは大きくてもメスの1/3程度の大きさにしかならない。目のある側は暗褐色で、反対側は白色。寿命はメスが40年、オスが30年近くである。

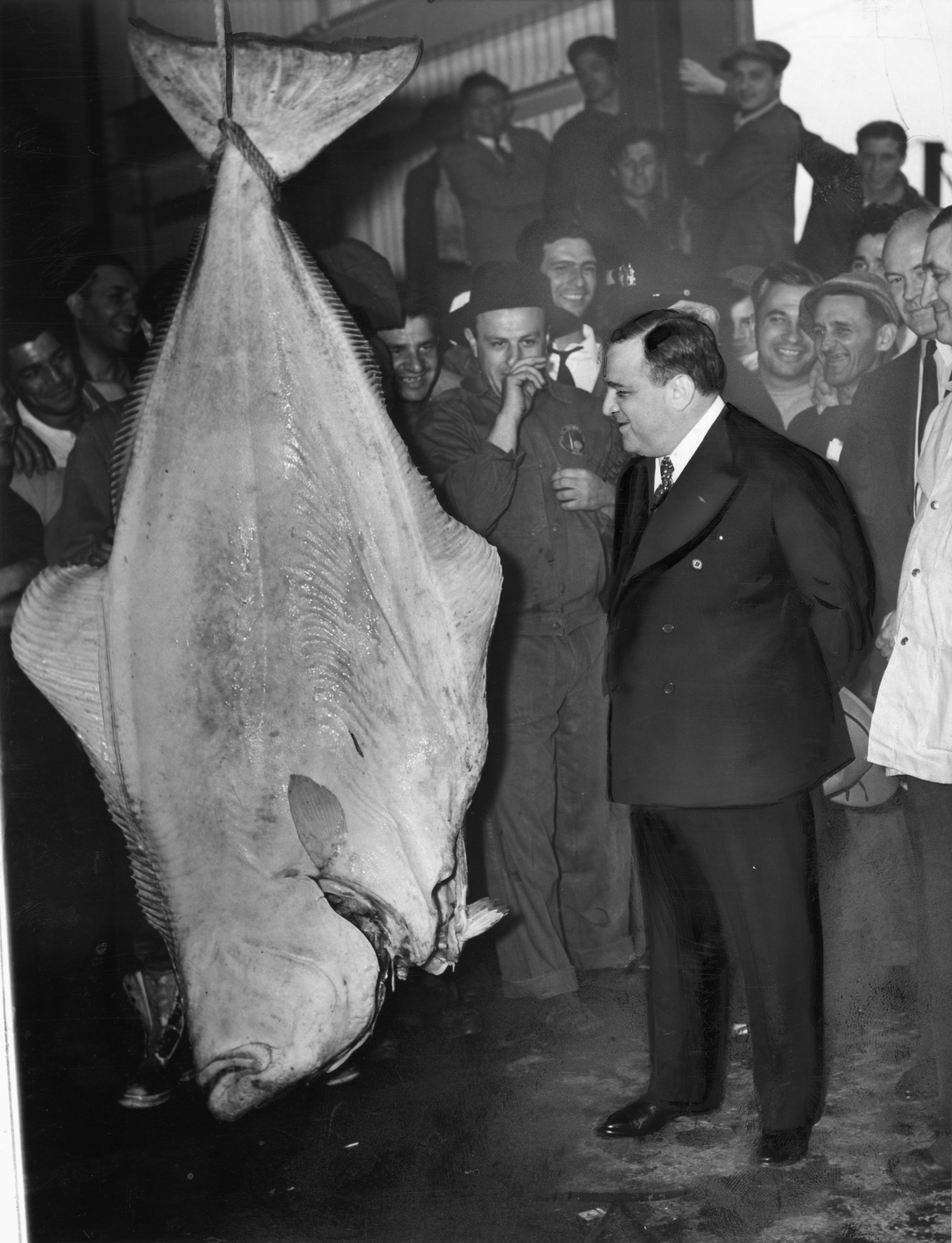
本種はカレイ目で最大の種類で、体長2mを超える場合もある。（右は身長150cmのフィオレロ・ラガーディアニューヨーク市長、1939年撮影）

中には150歳を超える寿命をもつものも生息する。
肉食で獰猛なため釣り上げた時に暴れ、漁師が怪我をすることもある。餌にはヒラメ、エビ、タコ、イカ、スケトウダラ、アジ等が用いられる。

## 利用
身は良く締まった白身で、脂肪が少なく淡白な味わいがある。
刺身で食べられるほか、ムニエルやフライなどでも食べられる。フィッシュ・アンド・チップスはイギリスを代表する庶民料理として人気がある。日本では大味と言われ、カレイと比べてあまり高く評価されていないため、比較的安い市場価格で流通している。
回転寿司ではえんがわとして提供されることも多い（ヒラメの代用魚として）。
ビタミンAおよびビタミンDが豊富で、肝臓からは肝油がとられる。

## 主な種類
- タイヘイヨウオヒョウ 学名：Hippoglossus stenolepis 英名: Pacific halibut

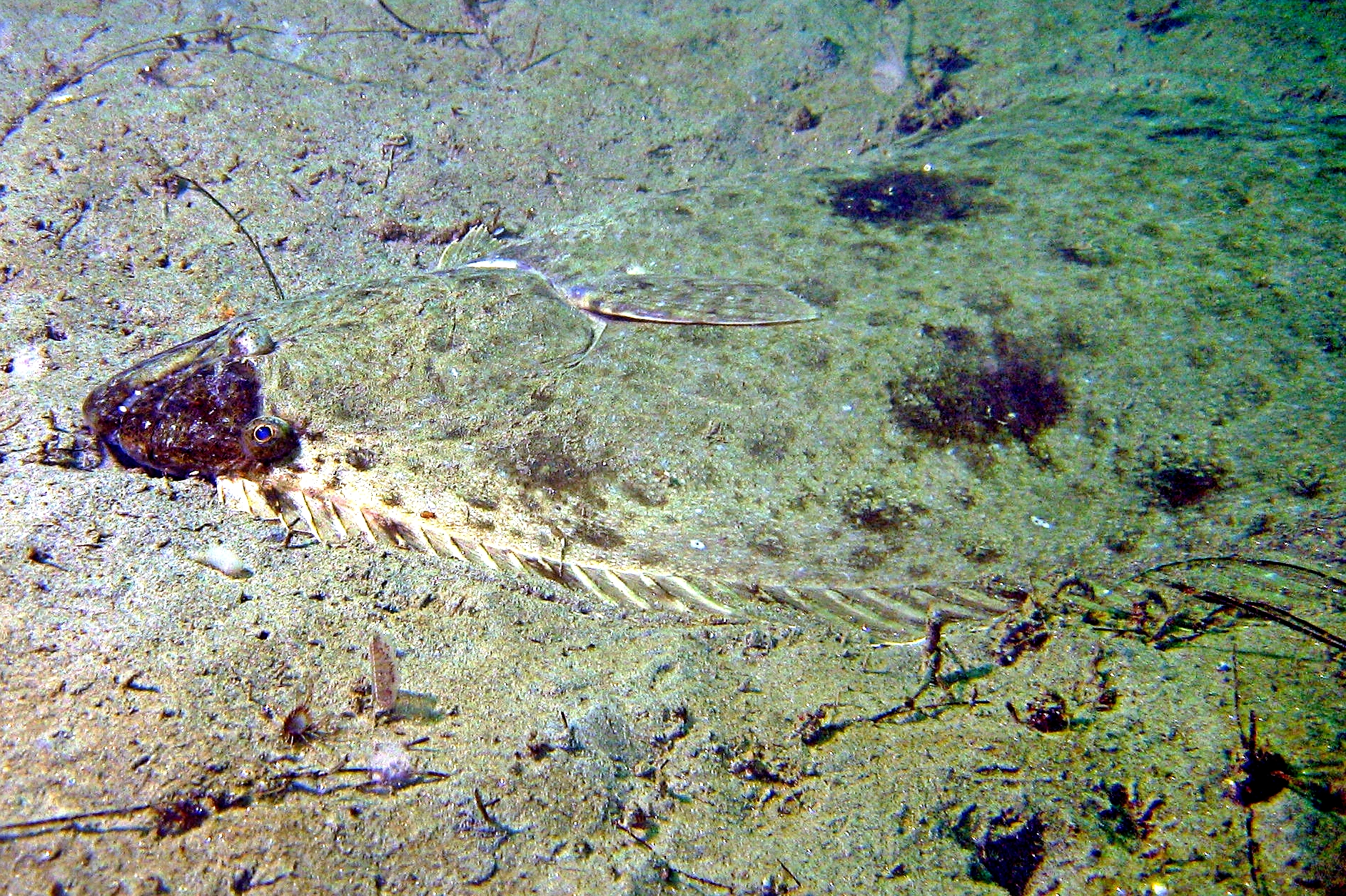
タイセイヨウオヒョウ 学名：Hippoglossus hippoglossus 英名: Atlantic halibut
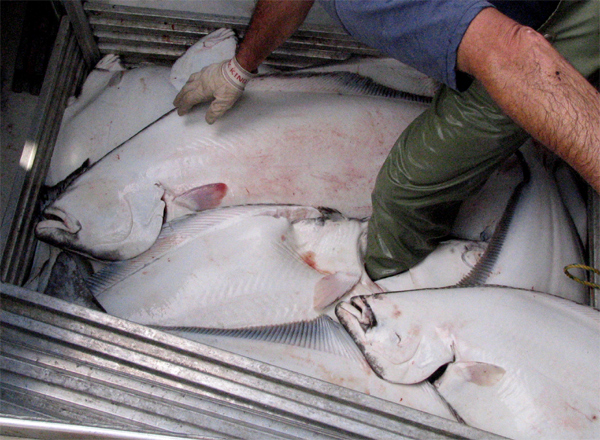
タイセイヨウオヒョウ
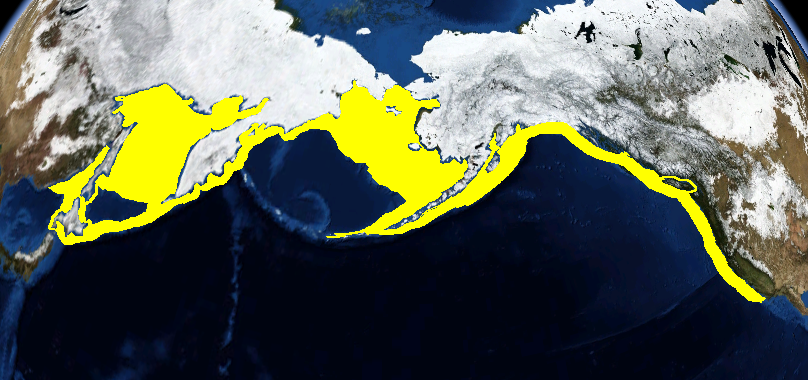
タイヘイヨウオヒョウの生息域

- NEAR THREATENED (IUCN Red List Ver. 3.1 (2001))

英語でオヒョウはhalibut（ハリバット）であるが、halibutにはカラスガレイ属のグリーンランドハリバット Reinhardtius hippoglossoides（標準和名：カラスガレイ）や、ヒラメ科ヒラメ属のカリフォルニアハリバット Paralichthys californicus など、オヒョウ属でない魚も含まれている。halibutはカレイ目の大型魚に幅広く付けられた呼称である。
漢字ではオヒョウは「巨鮃、大鮃」（大きなヒラメの意味）や「巨兵、大兵」と書かれる。